# Qualificações para o Campeonato Europeu de Andebol Masculino de 2018
Este artigo descreve as qualificações para o Campeonato Europeu de Andebol Masculino de 2018.

## Sistema de qualificação
38 equipas registaram-se para poder disputar a qualificação. 37 equipas disputaram 15 lugares na fase final do torneio em duas fases de qualificação distintas. Em cada fase, equipas foram divididas em potes de acordo com a sua posição no Ranking de Equipas Nacionais da EHF.

## Qualificação - 1.ª fase

### Alocação
O sorteio da primeira fase de qualificação foi realizado a 22 de julho de 2014 em Viena, Áustria. Os vencedores de cada grupo avançam para os playoffs.
| Pote 1                     | Pote 2                        | Pote 3                    |
| -------------------------- | ----------------------------- | ------------------------- |
| Grécia · Estónia · Roménia | Itália · Bélgica · Luxemburgo | Chipre · Geórgia · Kosovo |

All times are local.

### Grupo 1
| Pos | Equipe  | Pts | J | V | E | D | GP  | GC  | SG  | Classificado |
| --- | ------- | --- | - | - | - | - | --- | --- | --- | ------------ |
| 1   | Bélgica | 6   | 4 | 3 | 0 | 1 | 111 | 91  | +20 | Playoffs     |
| 2   | Grécia  | 6   | 4 | 3 | 0 | 1 | 104 | 97  | +7  |              |
| 3   | Chipre  | 0   | 4 | 0 | 0 | 4 | 79  | 106 | −27 |              |

1. ↑  Belgium 55–54 Greece

### Grupo 2
| Pos | Equipe     | Pts | J | V | E | D | GP  | GC  | SG | Classificado |
| --- | ---------- | --- | - | - | - | - | --- | --- | -- | ------------ |
| 1   | Luxemburgo | 4   | 4 | 2 | 0 | 2 | 100 | 94  | +6 | Playoffs     |
| 2   | Estónia    | 4   | 4 | 2 | 0 | 2 | 112 | 110 | +2 |              |
| 3   | Geórgia    | 4   | 4 | 2 | 0 | 2 | 92  | 100 | −8 |              |

### Grupo 3
| Pos | Equipe  | Pts | J | V | E | D | GP  | GC  | SG  | Classificado |
| --- | ------- | --- | - | - | - | - | --- | --- | --- | ------------ |
| 1   | Roménia | 8   | 4 | 4 | 0 | 0 | 138 | 87  | +51 | Playoffs     |
| 2   | Itália  | 4   | 4 | 2 | 0 | 2 | 111 | 120 | −9  |              |
| 3   | Kosovo  | 0   | 4 | 0 | 0 | 4 | 88  | 130 | −42 |              |

### Playoffs
O sorteio do playoff foi realizado a 23 de junho de 2015 em Viena, Áustria. Os vencedores avançaram para a segunda fase da qualificação.
| Equipe 1   | Total | Equipe 2  | 1.º jogo | 2.º jogo |
| ---------- | ----- | --------- | -------- | -------- |
| Luxemburgo | 52–55 | Finlândia | 23–28    | 29–27    |
| Israel     | 48–62 | Roménia   | 27–30    | 21–32    |
| Turquia    | 50–66 | Bélgica   | 28–37    | 22–29    |

Todas as horas são locais.

#### Partidas
| 7 de abril de 2016 19:00 | Luxemburgo       | 33–22     | Finlândia   | Cidade do Luxemburgo Árbitros: Guðjónsson (ISL), Samuelsen (FAR) |
| 7 de abril de 2016 19:00 | três jogadores 4 | (14–17)   | Tamminen 11 | Cidade do Luxemburgo Árbitros: Guðjónsson (ISL), Samuelsen (FAR) |
| 7 de abril de 2016 19:00 | 7× 3× 1×         | Relatório | 5× 3× 1×    | Cidade do Luxemburgo Árbitros: Guðjónsson (ISL), Samuelsen (FAR) |

| 9 de abril de 2016 16:00 | Finlândia   | 27–29     | Luxemburgo | Sisu Arena, Karis Árbitros: Barysas, Petrušis |
| 9 de abril de 2016 16:00 | Tamminen 11 | (12–11)   | Müller 9   | Sisu Arena, Karis Árbitros: Barysas, Petrušis |
| 9 de abril de 2016 16:00 | 3× 2× 1×    | Relatório | 7× 4×      | Sisu Arena, Karis Árbitros: Barysas, Petrušis |

Finlândia venceu por 55–52 no placar agregado.
| 6 de abril de 2016 19:45 | Israel      | 27–30     | Roménia   | Drive in Arena, Tel Aviv Árbitros: Rutkovskis, Dzērve |
| 6 de abril de 2016 19:45 | Tutkenitz 6 | (15–13)   | Ghionea 6 | Drive in Arena, Tel Aviv Árbitros: Rutkovskis, Dzērve |
| 6 de abril de 2016 19:45 | 3×          | Relatório | 4× 3×     | Drive in Arena, Tel Aviv Árbitros: Rutkovskis, Dzērve |

| 10 de abril de 2016 18:00 | Roménia            | 27–30     | Israel      | Polyvalent Hall, Călărași Árbitros: Cvetko, Kavalar |
| 10 de abril de 2016 18:00 | quatro jogadores 4 | (17–10)   | Tutkenitz 5 | Polyvalent Hall, Călărași Árbitros: Cvetko, Kavalar |
| 10 de abril de 2016 18:00 | 3×                 | Relatório | 4× 3×       | Polyvalent Hall, Călărași Árbitros: Cvetko, Kavalar |

Roménia venceu por 62–48 no placar agregado.
| 6 de abril de 2016 19:00 | Turquia  | 27–30     | Bélgica        | Spor Salonu, Rize Árbitros: Brodbeck, Reich |
| 6 de abril de 2016 19:00 | Döne 7   | (13–16)   | D. Kedziora 13 | Spor Salonu, Rize Árbitros: Brodbeck, Reich |
| 6 de abril de 2016 19:00 | 6× 3× 1× | Relatório | 7× 3×          | Spor Salonu, Rize Árbitros: Brodbeck, Reich |

| 9 de abril de 2016 20:00 | Bélgica                    | 29–22     | Turquia   | Country Hall Ethias Liège, Liège Árbitros: Hájek, Macho |
| 9 de abril de 2016 20:00 | B. Kedziora, D. Kedziora 5 | (15–10)   | Özbahar 9 | Country Hall Ethias Liège, Liège Árbitros: Hájek, Macho |
| 9 de abril de 2016 20:00 | 5× 2×                      | Relatório | 6× 3×     | Country Hall Ethias Liège, Liège Árbitros: Hájek, Macho |

Bélgica venceu por 66–50 no placar agregado.

## Qualificação - 2.ª fase
O sorteio foi realizado a 14 de abril de 2016 em Dubrovnik. As equipas foram divididas em sete grupos de quatro. Os dois melhores classificados de cada grupo e o melhor terceiro classificado qualificaram-se para a fase final do torneio.
| Pote 1                                                                | Pote 2                                                                               | Pote 3                                                                                     | Pote 4                                                                 |
| --------------------------------------------------------------------- | ------------------------------------------------------------------------------------ | ------------------------------------------------------------------------------------------ | ---------------------------------------------------------------------- |
| França · Espanha · Dinamarca · Polónia · Alemanha · Suécia · Islândia | Macedônia do Norte · Rússia · Noruega · Hungria · Eslovênia · Bielorrússia · Áustria | Sérvia · Chéquia · Montenegro · Bósnia e Herzegovina · Países Baixos · Portugal · Lituânia | Eslováquia · Letônia · Ucrânia · Suíça · Roménia · Bélgica · Finlândia |

- Equipas assinaladas a negrito qualificaram-se para o torneio final.

### Grupo 1
| Pos | Equipe        | Pts | J | V | E | D | GP  | GC  | SG  | Classificado  |
| --- | ------------- | --- | - | - | - | - | --- | --- | --- | ------------- |
| 1   | Dinamarca     | 11  | 6 | 5 | 1 | 0 | 194 | 135 | +59 | Torneio final |
| 2   | Hungria       | 9   | 6 | 4 | 1 | 1 | 174 | 156 | +18 | Torneio final |
| 3   | Países Baixos | 4   | 6 | 2 | 0 | 4 | 155 | 179 | −24 |               |
| 4   | Letônia       | 0   | 6 | 0 | 0 | 6 | 129 | 182 | −53 |               |

### Grupo 2
| Pos | Equipe       | Pts | J | V | E | D | GP  | GC  | SG  | Classificado  |
| --- | ------------ | --- | - | - | - | - | --- | --- | --- | ------------- |
| 1   | Bielorrússia | 8   | 6 | 3 | 2 | 1 | 177 | 152 | +25 | Torneio final |
| 2   | Sérvia       | 8   | 6 | 3 | 2 | 1 | 175 | 173 | +2  | Torneio final |
| 3   | Roménia      | 4   | 6 | 2 | 0 | 4 | 151 | 160 | −9  |               |
| 4   | Polónia      | 4   | 6 | 1 | 2 | 3 | 171 | 189 | −18 |               |

1. ↑  Sérvia 54–63 Bielorrússia
2. ↑  Roménia 59–55 Polónia

### Grupo 3
| Pos | Equipe               | Pts | J | V | E | D | GP  | GC  | SG  | Classificado  |
| --- | -------------------- | --- | - | - | - | - | --- | --- | --- | ------------- |
| 1   | Espanha              | 12  | 6 | 6 | 0 | 0 | 202 | 130 | +72 | Torneio final |
| 2   | Áustria              | 6   | 6 | 3 | 0 | 3 | 176 | 186 | −10 | Torneio final |
| 3   | Bósnia e Herzegovina | 4   | 6 | 2 | 0 | 4 | 160 | 162 | −2  |               |
| 4   | Finlândia            | 2   | 6 | 1 | 0 | 5 | 154 | 214 | −60 |               |

### Grupo 4
| Pos | Equipe             | Pts | J | V | E | D | GP  | GC  | SG  | Classificado  |
| --- | ------------------ | --- | - | - | - | - | --- | --- | --- | ------------- |
| 1   | Macedônia do Norte | 7   | 6 | 3 | 1 | 2 | 174 | 158 | +16 | Torneio final |
| 2   | Chéquia            | 6   | 6 | 3 | 0 | 3 | 161 | 161 | 0   | Torneio final |
| 3   | Islândia           | 6   | 6 | 3 | 0 | 3 | 163 | 163 | 0   | Torneio final |
| 4   | Ucrânia            | 5   | 6 | 2 | 1 | 3 | 152 | 168 | −16 |               |

1. ↑  República Checa 51–49 Islândia

### Grupo 5
| Pos | Equipe    | Pts | J | V | E | D | GP  | GC  | SG  | Classificado  |
| --- | --------- | --- | - | - | - | - | --- | --- | --- | ------------- |
| 1   | Alemanha  | 12  | 6 | 6 | 0 | 0 | 173 | 137 | +36 | Torneio final |
| 2   | Eslovênia | 7   | 6 | 3 | 1 | 2 | 162 | 148 | +14 | Torneio final |
| 3   | Portugal  | 5   | 6 | 2 | 1 | 3 | 148 | 165 | −17 |               |
| 4   | Suíça     | 0   | 6 | 0 | 0 | 6 | 138 | 171 | −33 |               |

### Grupo 6
| Pos | Equipe     | Pts | J | V | E | D | GP  | GC  | SG  | Classificado  |
| --- | ---------- | --- | - | - | - | - | --- | --- | --- | ------------- |
| 1   | Suécia     | 10  | 6 | 5 | 0 | 1 | 166 | 125 | +41 | Torneio final |
| 2   | Montenegro | 7   | 6 | 2 | 3 | 1 | 158 | 168 | −10 | Torneio final |
| 3   | Rússia     | 5   | 6 | 1 | 3 | 2 | 149 | 160 | −11 |               |
| 4   | Eslováquia | 2   | 6 | 0 | 2 | 4 | 146 | 166 | −20 |               |

### Grupo 7
| Pos | Equipe   | Pts | J | V | E | D | GP  | GC  | SG  | Classificado  |
| --- | -------- | --- | - | - | - | - | --- | --- | --- | ------------- |
| 1   | França   | 10  | 6 | 5 | 0 | 1 | 191 | 169 | +22 | Torneio final |
| 2   | Noruega  | 8   | 6 | 4 | 0 | 2 | 196 | 163 | +33 | Torneio final |
| 3   | Lituânia | 6   | 6 | 3 | 0 | 3 | 163 | 179 | −16 |               |
| 4   | Bélgica  | 0   | 6 | 0 | 0 | 6 | 175 | 214 | −39 |               |

### Ranking dos terceiros melhores classsificados
O terceiro melhor classificado qualifica-se para o torneio final. Partidas contra os quartos melhores classificados são descartadas.
| Pos | Grp | Equipe               | Pts | J | V | E | D | GP  | GC  | SG  | Classificado  |
| --- | --- | -------------------- | --- | - | - | - | - | --- | --- | --- | ------------- |
| 1   | 4   | Islândia             | 4   | 4 | 2 | 0 | 2 | 104 | 110 | −6  | Torneio final |
| 2   | 6   | Rússia               | 2   | 4 | 0 | 2 | 2 | 93  | 105 | −12 |               |
| 3   | 2   | Roménia              | 2   | 4 | 1 | 0 | 3 | 92  | 105 | −13 |               |
| 4   | 7   | Lituânia             | 2   | 4 | 1 | 0 | 3 | 97  | 127 | −30 |               |
| 5   | 5   | Portugal             | 1   | 4 | 0 | 1 | 3 | 94  | 118 | −24 |               |
| 6   | 3   | Bósnia e Herzegovina | 0   | 4 | 0 | 0 | 4 | 94  | 112 | −18 |               |
| 7   | 1   | Países Baixos        | 0   | 4 | 0 | 0 | 4 | 101 | 128 | −27 |               |